# Vickers-Armstrongs
Vickers-Armstrongs Limited byl britský průmyslový konglomerát vytvořený v roce 1927 sloučením aktiv firem Vickers Limited a Sir WG Armstrong Whitworth & Company. Většina společnosti byla v šedesátých a sedmdesátých letech znárodněna, přičemž zbývající část byla v roce 1977 odprodána jako Vickers plc.
V roce 1960 byla letecká divize sloučena se společnostmi Bristol, English Electric a Hunting Aircraft, čímž vznikla British Aircraft Corporation (BAC). Od roku 1965 byla značka letadel Vickers v rámci společnosti BAC zrušena.
Vedle letadel firma Vickers vyráběla zbraně, tanky i lodě.